# Шела
Шела или Силом (др.-евр. שֵׁלָה, означает «мир, счастье») — персонаж Пятикнижия, третий сын патриарха Иуды.

## Библейское повествование
После смерти двух старших братьев Шелы, а именно Ира и Онана, Иуда не желает, чтобы его невестка Фамарь, которая была последовательно женой Ира и Онана, была выдана замуж за Шелу. Иуда беспокоился за то, что Фамарь возможно была проклятой, и чтобы Шела по этой причине не умер подобно братьям. Поэтому Иуда вначале сказал Фамари подождать, пока Шела вырастет. Однако, когда Шела вырос, Иуда так и не решился женить его на Фамари. 
В Первой книге Паралипоменон указывается, что от Шелы родилось несколько сыновей:
1. Ир, отец Лехи
2. Лаеда, отец Мареши и семейства выделывавших виссон, из дома Ашбеи
3. Иоким
4. Иоаш
5. Сараф (вместе с Иоашом имел владение в Моаве)
6. Иашувилихем

"Они были горшечники, и жили при садах и в огородах; у царя для работ его жили они там".
Ученые утверждают, что повествование о Фамари, частью которого является описание Шелы, направлено либо на утверждение института левиратного брака, либо на одну из версий его происхождении. Таким образом роль Шелы в повествовании, будет примером брата, который не заключил брак согласно левиратного закона.